# Raffaele Pettazzoni
Raffaele Pettazzoni (geb. 3. Februar 1883 in San Giovanni in Persiceto; gest. 8. Dezember 1959 in Rom) war ein italienischer Archäologe und Religionswissenschaftler, der als Mitbegründer der religionswissenschaftlichen Forschung in Italien gilt und wichtige Arbeiten auf dem Gebiet der Religionsgeschichte und Religionsphänomenologe verfasst hat. Er war einer der ersten Universitätsvertreter, die einen historischen Ansatz für das Studium der Religion vorschlugen. Pettazzoni war Herausgeber der Zeitschrift Numen und war von 1950 bis 1959 Präsident der International Association for the History of Religion (Internationale Vereinigung für die Geschichte der Religionen).

## Leben
Seine ursprüngliche komparative Methode zeigt sich in vielen Arbeiten, darunter seinen Studien Dio, formazione e sviluppo del monoteismo nella storia delle religioni (1922; “Gott, die Entstehung und Entwicklung des Monotheismus in der Religionsgeschichte ”), La confessione dei peccati, 3 vol. (1929–35; “Das Sündenbekenntnis”) und L’essere supremo nelle religioni primitivev (1957; “Das höchste Wesen in primitiven Religionen”).
Zu den Theorien des Steyler Missionars und Ethnologen Wilhelm Schmidt vom (späteren) Anthropos-Institut (bzw. der früher gegründeten gleichnamigen Zeitschrift) machte er wie A. E. Jensen und W. E. Mühlmann seine Kritik geltend.
Sein Briefwechsel mit Mircea Eliade aus den Jahren 1926 bis 1959 erschien unter dem Titel L’histoire des religions a-t-elle un sens? Correspondance 1926–1959. In dem italienischen Ort Velletri wurde ein Religionsmuseum nach ihm benannt, das Museo delle religioni “Raffaele Pettazzoni”.	
Pettazzoni war Professor für Religionsgeschichte an der Universität Rom,  Doctor honoris causa der Universitäten von Brüssel und Straßburg, Mitglied der Accademia dei Lincei, ausländisches Mitglied der Königlich Niederländischen Akademie der Wissenschaften u. a.

## Publikationen (Auswahl)
- La religione primitiva in Sardegna [Primitive Religion in Sardinien], 1912;
- La religione di Zarathustra nella storia religiosa dell'Iran [Die Religion von Zarathustra in der Religionsgeschichte des Iran], 1920;
- La religione nella Grecia antica fino ad Alessandro [Religion im antiken Griechenland bis Alexander], 1921;
  - frz. Übers. La religion dans la Grèce Antique des origines a Alexandre le Grand. Paris: Payot, 1953 (Bibliothèque historique)
- Dio: formazione e sviluppo del monoteismo (vol. I: L'Essere celeste nelle credenze dei popoli primitive) [Gott: Entstehung und Entwicklung des Monotheismus (Bd. I: Das himmlische Wesen im Glauben der Naturvölker]), 1922;
- I misteri [Die Mysterien], 1924;
- La confessione dei peccati [Das Sündenbekenntnis] (3 Bde., Bologna 1929-1936);
- Le Ciel dans l'histoire et dans la science [Der Himmel in der Geschichte und in der Wissenschaft] Paris 1941 (Semaine de Synthèse)
- Saggi di storia delle religioni e di mitologia [Essays zur Geschichte der Religionen und Mythen], 1946, neu veröffentlicht 2014;
- Miti e leggende [Mythen und Legenden] (4 Bde., 1948-1963);
- Essays on the history of religion [Essays zur Religionsgeschichte], H.J. Rose, transl., Leiden, E.J. Brill 1954;
- L'onniscienza di Dio, 1955;
  - engl. Übers. 	The all-knowing god : researches into early religion and culture.  London : Methuen & Co, 1956
  - dt. Übers.: Der allwissende Gott. Zur Geschichte der Gottesidee.  Aus dem Italienischen von E. Adalbert Voretzsch. Fischer 319, Frankfurt, 1960
- L'essere supremo nelle religioni primitive [Das höchste Wesen in primitiven Religionen], 1957;
- Religione e società [Religion und Gesellschaft] (postum 1966).
- ELIADE Mircea & PETTAZZONI Raffaele (Natale Spineto, ed. & Michel Meslin, préface): L'histoire des religions a-t-elle un sens? Correspondance 1926–1959. Paris, Cerf 1994
- Domenico Accorinti: Raffaele Pettazzoni and Herbert Jennings Rose, Correspondence 1927–1958. The Long Friendship between the Author and the Translator of The All-Knowing God. With an Appendix of Documents.
- Texts and Sources in the History of Religions. Pettazzoni, Raffaele (1958). Numen Book Series, Band: 146
- "Das Ende des Urmonotheismus". Numen. 5 (2).